# O zlých samotářích
O zlých samotářích je soubor tří povídek Ivana Olbrachta, vydaný roku 1913. Vychází z prostředí cirkusáků, tuláků a lidí na okraji společnosti, kteří bojují o udržení zbytků své důstojnosti a svobody. Tito jedinci jsou zatlačeni za hranice zákona. To je dostává do ještě větší izolace a probouzí se v nich zlo. O těchto samotářích lze tvrdit, že jsou lehce anarchističtí a svým způsobem jsou obdobou Gorkého bosáků. Skládá se z těchto povídek:
- Joska, Forko a Pavlínka
- Rasík a pes
- Bratr Žak

## Bratr Žak
Příběhem nás provází kočovná cirkusácká rodina – bratři Žak a Fricek, sestra Olga a jejich rodiče, žijící v zelené maringotce, doprovázeni koněm, kozlem a pudlem. Což bylo v podstatě vše co měli, ale vystačili si. Bohužel jim brzy umírá matka, což je nakonec jedna z příčin otcova postupně narůstajícího alkoholismu. Vedení rodiny prakticky převzal starší bratr Žak, tvrdý a neústupný, ale přemýšlivý a málomluvný.
Jednoho dne při vystoupení se událo něco nečekaného. Jedno z dětí vystřelilo z praku po Frickovi, který se naštval a začal se s nimi prát, původní viník nakonec utekl. Když ho však chtěli dostihnout a po zásluze potrestat, zastavil je četník a donutil je aby vrátili vstupné a odjeli z města. Tento uličník se jmenoval Josef Havránek. Když ho pak za pár měsíců v zimě Fricek potkal v jedné hospodě, kde vystupoval se sestrou, aby měli alespoň na jídlo, beze slova mu jednu vrazil, za což se mu odměnili přítomní pěknou dávkou kopanců. Díky tomu měl pak zlomený nos a jizvu na čele. Havránka pak nenáviděl a slíbil si, že až ho potká, tak ho zabije.
Zimy prožívali velmi těžce, protože v tu dobu nevystupovali a museli tedy žít z úspor, ty byly ale malé a rychle se tenčily, obzvláště kvůli otcově pijanství, takže mnohdy neměli co do úst. Naštěstí Žak vymýšlel neustále nová čísla, a tak se jim dařilo jakž takž přežít. Jednou potkali cirkusový spolek, jehož většina zaměstnanců byla zatčena kvůli hospodské rvačce, a tak se k němu připojili, aby mohl cirkus vůbec fungovat, a bylo jim docela dobře. Dostávali výplatu a Žak prakticky vedl celý cirkus. Na jaře ale společnost opustili, protože jim připadalo, že mají málo svobody.
Od té doby se jim vedlo ještě hůř než předtím a nadějí pro ně bylo pozvání od majitelky cirkusu do Německa, aby se k nim opět připojili. Bratr Žak to odjel prověřit, ale už se nikdy nevrátil a kvůli jejich nestálé adrese se jim téměř nepodařilo se zkontaktovat. Stýská se jim a jejich situace je čím dál tím horší. Bez cíle bloudí krajem a utrácejí svoje úspory, postupně jim umírají zvířata a nakonec se otec upije k smrti. Jelikož už zůstali pouze samotní Fricek a Olga, nemohou už dále vystupovat a prodávají maringotku a koně do řeznictví. Nakonec skončí jako tuláci a živí se jak se dá. Jednoho dne potká Fricek zcela náhodně Josefa Havránka a zabije ho. Protože však neexistují žádné přímé důkazy, není usvědčen.